# Умова Гельдера
Умова Гельдера — нерівність, що обмежує зміну значення функції через зміну її аргумента. Є узагальненням умови Ліпшіца. Функції, що задовольняють умови Гельдера утворюють повний нормований простір, що називається простором Гельдера. Простори Гельдера відіграють важливу роль в теорії диференціальних рівнянь з частинними похідними.

## Означення
Нехай (X, dX) et (Y, dY) є метричними просторами, функція f : X → Y називається a-гельдеровою в точці {\displaystyle y\in X} якщо для всіх {\displaystyle x\in X,}  виконується умова Гельдера:
{\displaystyle d_{Y}\left(f(x),f(y)\right)\leq C(y)d_{X}(x,y)^{a}.}
Число a є дійсним невід'ємним, переважно розглядаються випадки {\displaystyle a\in (0,1].} У випадку {\displaystyle a=1} умова Гельдера зводиться до умови Ліпшіца.
Якщо функція задовольняє умову Гельдера з коефіцієнтом a в усіх точках деякої підмножини метричного простору то її називають a-гельдеровою на всій множині. Часто проте при визначенні гельдерових функцій на деякій множині {\displaystyle \Omega }  розглядають лише функції для яких {\displaystyle C=\sup _{x\in \Omega }C(y)<\infty ,} тобто для яких умову Гельдера можна записати з одною константою для всіх точок:
{\displaystyle d_{Y}\left(f(x),f(y)\right)\leq Cd_{X}(x,y)^{a},\;\forall x,y\in \Omega .}
Особливо важливим є випадок дійсних чи комплексних функцій на підмножинах евклідового простору. В цьому випадку наприклад остання рівномірна умова Гельдера записується як:
{\displaystyle |f(x)-f(y)|\leq C\parallel x-y\parallel ^{a}}

## Простори Гельдера
На множині дійсних чи комплексних функцій визначених на підмножині евклідового простору, що задовольняють (рівномірну) умову Гельдера можна ввести  a-напівнорму Гельдера:
{\displaystyle |f|_{a}=\sup _{x\neq y\in \Omega }{\frac {|f(x)-f(y)|}{|x-y|^{a}}}.}
Множина функцій, що мають на відкритій підмножині {\displaystyle \Omega } неперервні похідні до порядку k включно і всі похідні порядку k яких є a-гельдеровими на {\displaystyle \Omega } позначається {\displaystyle C^{k,a}.}
Ці множини називаються просторами Гельдера.
Кожна функція, що належить {\displaystyle C^{k,a}} також належить {\displaystyle C^{k}} — простору функцій, що мають неперервні похідні до порядку k включно. На {\displaystyle C^{k}} визначається норма:
{\displaystyle |f|_{C^{k}}=\sum _{|\alpha |\leqslant k}|f^{\alpha }(x)|_{\infty }}
де {\displaystyle \alpha =(\alpha _{1},\alpha _{2},\ldots ,\alpha _{n})} — мультиіндекс, {\displaystyle |\alpha |=\alpha _{1}+\alpha _{2}+\cdots +\alpha _{n}} і {\displaystyle \partial ^{\alpha }=\partial _{1}^{\alpha _{1}}\partial _{2}^{\alpha _{2}}\ldots \partial _{n}^{\alpha _{n}}={\frac {\partial ^{|\alpha |}}{\partial x_{1}^{\alpha _{1}}\partial x_{2}^{\alpha _{2}}\ldots \partial x_{n}^{\alpha _{n}}}}.}
Тоді на просторах Гельдера можна ввести ще одну норму:
{\displaystyle |f|_{C^{k,a}}=|f|_{C^{k}}+\sum _{|\alpha |=k}|f^{\alpha }(x)|_{a}.}
Разом із цією нормою простори Гельдера на замиканні зв'язаної обмеженої множини {\displaystyle \Omega } в евклідовому просторі є повними нормованими просторами.

### Властивості
- Нехай {\displaystyle {\bar {\Omega }}} — замикання деякої обмеженої зв'язаної області в евклідовому просторі. Якщо {\displaystyle k+a\leqslant l+b,\;k,l\in \mathbb {Z} ,\;0<a,b\leqslant 1,}то існує вкладення просторів Гельдера:

{\displaystyle C^{l,b}({\bar {\Omega }})\to C^{k,a}({\bar {\Omega }}),}
і окрім того {\displaystyle |f|_{C^{k,a}}\leqslant A|f|_{C^{l,b}},} де константа A не залежить від функції {\displaystyle f\in C^{l,b}.}
- Для {\displaystyle 0<a<b} одинична куля в просторі {\displaystyle C^{k,b}({\bar {\Omega }})} є компактною в просторі {\displaystyle C^{k,a}({\bar {\Omega }})} і відповідно кожна обмежена множина функцій з {\displaystyle C^{k,b}({\bar {\Omega }})} містить підпослідовність, що в метриці простору {\displaystyle C^{k,a}({\bar {\Omega }})} збігається до функції з простору {\displaystyle C^{k,a}({\bar {\Omega }})}.

## Приклади
- Функція f(x) = xβ (де β ≤ 1) визначена на проміжку [0, 1] належить простору C0,α для 0 < α ≤ β, але не для α > β. Якщо f визначити аналогічно на проміжку {\displaystyle [0,\infty )}, вона належатиме простору C0,α лише для α = β.
- Для α > 1, єдиними рівномірно α–гельдерівськими функціями на інтервалі [0, 1] є константи.
- Функція визначена на інтервалі [0, 1/2] як {\displaystyle f(x)=f(n)={\begin{cases}0,&x=0\\{1 \over \log(x)},&x\in (0,1/2]\end{cases}}} є рівномірно неперервною але не задовольняє умову Гельдера для жодного показника.
- Функція Кантора задовольняє умову Гельдера для показників α ≤ log(2)/log(3) і не задовольняє для більших чисел. Коли вона задовольняє умову то у визначенні можна взяти рівномірно константу C = 2.
- Крива Пеано з [0, 1] на квадрат [0, 1]2  може бути побудована так, що вона буде рівномірно 1/2–гельдерівською.